# 廣陵町
廣陵町（日语：／ Kōryō chō */?）是位於日本奈良縣西北部的行政區劃，地處奈良盆地中部，東半部為平原，西半部為丘陵地形，高田川和葛城川自南往北穿過轄內。西部與香芝市的交界處有自1970年代開始大規模開發而成的真美丘新市鎮，目前當地人口數也是全奈良縣人口最多的町級行政區劃。

## 人口
| 廣陵町人口分布圖 |                                               |  |
| 廣陵町與日本全國年齡別人口分布比較圖 （2005年資料） | 廣陵町的年齡、男女別人口分布圖 （2005年資料） |  |
| ■紫色是廣陵町 ■綠色是全国 | ■藍色是男性 ■紅色是女性                       |  |
| 廣陵町人口變化 \| 1970年 \| 17,355人 \| \| \| 1975年 \| 17,992人 \| \| \| 1980年 \| 18,427人 \| \| \| 1985年 \| 20,345人 \| \| \| 1990年 \| 24,605人 \| \| \| 1995年 \| 29,457人 \| \| \| 2000年 \| 31,444人 \| \| \| 2005年 \| 32,810人 \| \| \| 2010年 \| 33,070人 \| \| \| 2015年 \| 33,487人 \| \| \| 2020年 \| 33,810人 \| \| |                                               |  |
| 資料來源：日本總務省統計中心提供之人口普查數據 |                                               |  |
| 1970年 | 17,355人                                      |  |
| 1975年 | 17,992人                                      |  |
| 1980年 | 18,427人                                      |  |
| 1985年 | 20,345人                                      |  |
| 1990年 | 24,605人                                      |  |
| 1995年 | 29,457人                                      |  |
| 2000年 | 31,444人                                      |  |
| 2005年 | 32,810人                                      |  |
| 2010年 | 33,070人                                      |  |
| 2015年 | 33,487人                                      |  |
| 2020年 | 33,810人                                      |  |

## 歷史
本地在令制國時代屬於大和國廣瀨郡，江戶時代本地大多為郡山藩的領地，另有少部分區域為寺社領；19世紀明治維新後，曾先後隸屬奈良縣、郡山縣、堺縣、大阪府，最後在1887年才劃入重新恢復設立的奈良縣。
1889年日本實施町村制，現在的廣陵町轄區在當時分屬：瀨南村、馬見村、百濟村、箸尾村共四個行政區劃，其中瀨南村、馬見町（1953年升格改制）、百濟村先在1955年合併為廣陵町，箸尾町（1927年升格改制）也接著在1956年併入廣陵町，組合現在的廣陵町。

### 變遷表
| 1897年4月1日 | 1897年 - 1912年 | 1912年 - 1944年            | 1945年 - 1954年            | 1955年 - 1989年            | 1989年 - 現在 | 現在   |
| ------------ | --------------- | -------------------------- | -------------------------- | -------------------------- | ------------- | ------ |
| 瀨南村       | 瀨南村          | 瀨南村                     | 瀨南村                     | 1955年4月15日 合併為廣陵町 | 廣陵町        | 廣陵町 |
| 馬見村       | 馬見村          | 馬見村                     | 1953年5月1日 改制為馬見町  | 1955年4月15日 合併為廣陵町 | 廣陵町        | 廣陵町 |
| 百濟村       |                 |                            |                            | 1955年4月15日 合併為廣陵町 | 廣陵町        | 廣陵町 |
| 箸尾村       | 箸尾村          | 1927年4月29日 改制為箸尾町 | 1927年4月29日 改制為箸尾町 | 1956年9月1日 併入廣陵町    | 廣陵町        | 廣陵町 |

## 交通
近畿日本鐵道田原本線通過轄內北部，在轄內設有箸尾車站；但對於轄內南部區域，則是利用客運至近畿日本鐵道大阪線的大和高田車站較為方便。’

### 鐵路
- 近畿日本鐵道
  - 田原本線：（三宅町） - 箸尾車站 - （河合町）

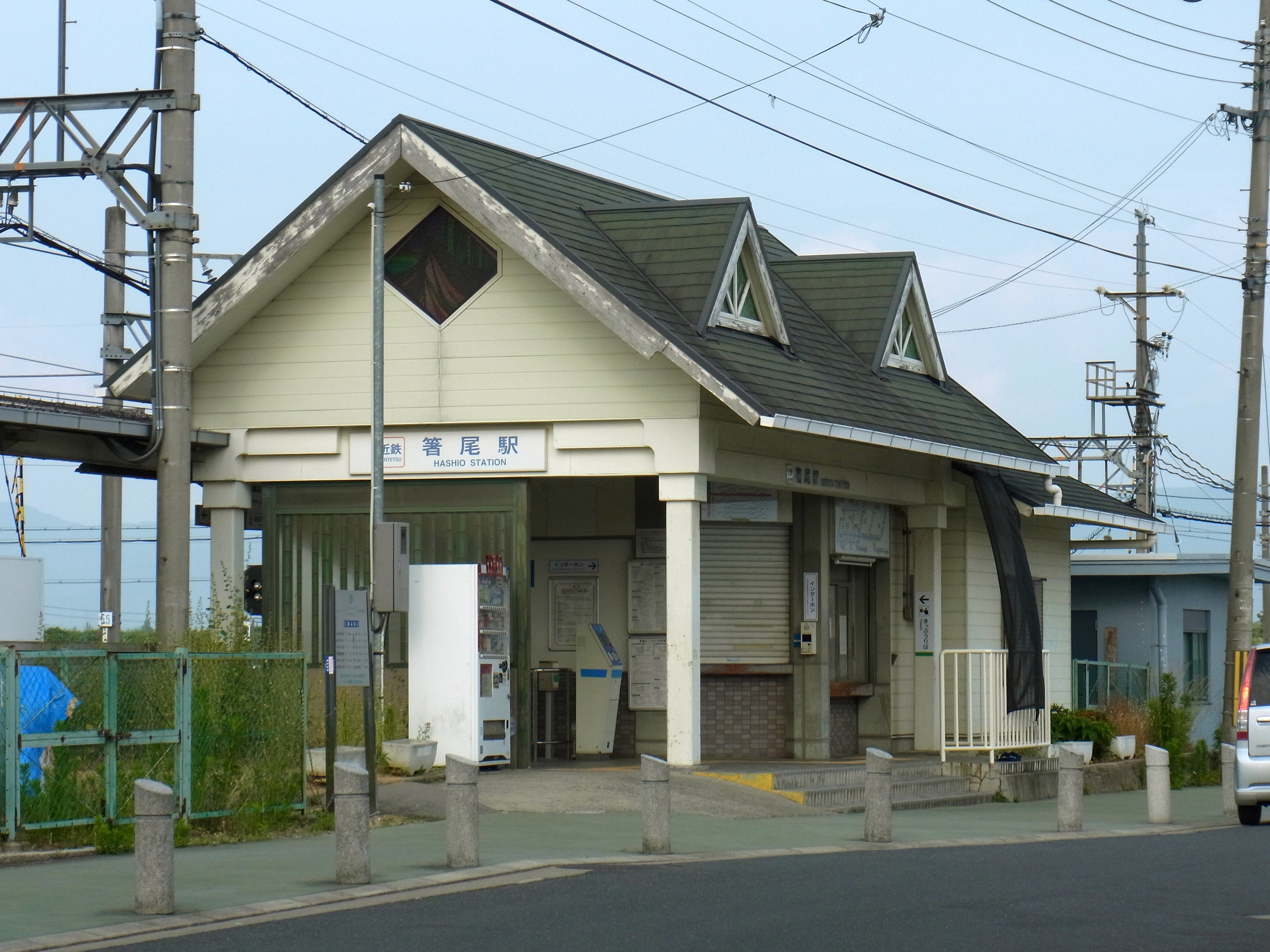
箸尾車站

## 觀光資源
在轄區西北部與河合町交界處的馬見丘陵設有馬見丘陵公園，公園最初設立的目的是為了保存該區域的馬見古墳群，成為面積達56.2公頃的大型都市公園。

## 教育
目前轄內的高等教育學校有畿央大學，主要為培養物理治療師、護士、接生員、建築師、小學幼兒園教師。

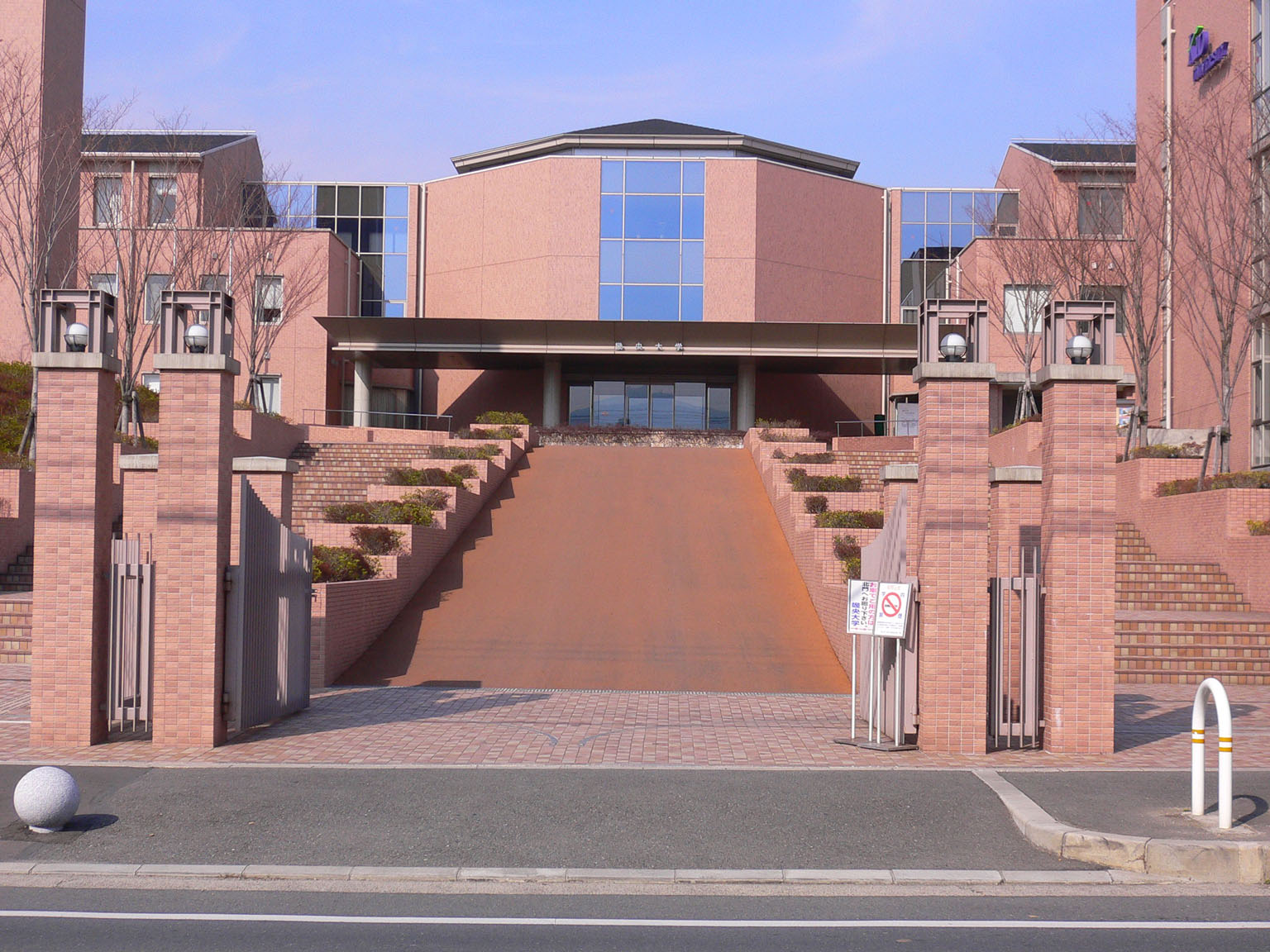
畿央大學

## 外部連結
- （日語） 廣陵町公所的Facebook專頁